# Chico Buarque de Hollanda - Volume 3
Chico Buarque de Hollanda vol. 3 é o quarto disco do músico brasileiro Chico Buarque. Foi lançado no ano de 1968.

## Faixas

### Lado A
| N.º | Título                      | Compositor(es)           | Duração |  |
| 1.  | "Ela Desatinou"             | Chico Buarque            | 3:08    |  |
| 2.  | "Retrato em Branco e Preto" | Chico Buarque, Tom Jobim | 3:18    |  |
| 3.  | "Januária"                  | Chico Buarque            | 3:04    |  |
| 4.  | "Desencontro"               | Chico Buarque            | 2:10    |  |
| 5.  | "Carolina"                  | Chico Buarque            | 2:39    |  |
| 6.  | "Roda Viva"                 | Chico Buarque            | 3:53    |  |

### Lado B
| N.º | Título                              | Compositor(es)                          | Duração |  |
| 7.  | "O Velho"                           | Chico Buarque                           | 2:58    |  |
| 8.  | "Até Pensei"                        | Chico Buarque                           | 4:15    |  |
| 9.  | "Sem Fantasia"                      | Chico Buarque                           | 3:27    |  |
| 10. | "Até Segunda-Feira"                 | Chico Buarque                           | 2:24    |  |
| 11. | "Funeral de um Lavrador"            | Chico Buarque, João Cabral de Melo Neto | 2:27    |  |
| 12. | "Tema Para "Morte e Vida Severina"" | Chico Buarque                           | 2:34    |  |

## Ficha Técnica
- Arranjador: Lindolfo Gaya
- Participações especiais:
  - Toquinho - voz em "Desencontro"
  - MPB-4 - vozes em "Roda Viva"
  - Cristina Buarque - voz em "Sem Fantasia"
  - Orquestra RGE - orquestra e côro em "Tema Para "Morte e Vida Severina""